# Труо
Труо́ (фр. Trouhaut) — коммуна во Франции, находится в регионе Бургундия. Департамент коммуны — Кот-д’Ор. Входит в состав кантона Сен-Сен-л’Аббеи. Округ коммуны — Дижон.
Код INSEE коммуны — 21646.

## Население
Население коммуны на 2010 год составляло 99 человек.
| 1962 | 1968 | 1975 | 1982 | 1990 | 1999 | 2010 |
| ---- | ---- | ---- | ---- | ---- | ---- | ---- |
| 161  | 142  | 135  | 134  | 129  | 125  | 99   |

## Экономика
В 2010 году среди 59 человек трудоспособного возраста (15—64 лет) 46 были экономически активными, 13 — неактивными (показатель активности — 78,0 %, в 1999 году было 69,2 %). Из 46 активных жителей работали 44 человека (29 мужчин и 15 женщин), безработных было 2 (2 мужчин и 0 женщин). Среди 13 неактивных 1 человек был учеником или студентом, 6 — пенсионерами, 6 были неактивными по другим причинам.